# Felicia Fox
Felicia Fox, née le 25 mai 1974, est une actrice pornographique américaine.

## Prix et nominations
| Année | Prix                              | Catégorie                                      | Film              | Résultat   |
| ----- | --------------------------------- | ---------------------------------------------- | ----------------- | ---------- |
| 2003  | NightMoves Award                  | Best Feature Dancer/Entertainer (Fan's Choice) | NC                | Lauréat    |
| 2004  | AVN Award                         | Meilleur Scène de Sexe Oral dans une Vidéo     | Heavy Handfuls #3 | Lauréat    |
| 2004  | X-Rated Critics Organization Prix | Orgasmic Oralist                               | NC                | Lauréat    |
| 2005  | AVN Award                         | Meilleure Scène De Sexe En Solo                | NC                | Nomination |

## Filmographie sélective
- 2003 : Pussyman's Decadent Divas 22